# しずかちゃんとパパ
『しずかちゃんとパパ』は、2022年3月13日から5月1日までNHK BSプレミアム、BS4K「プレミアムドラマ」枠にて放送されたテレビドラマ。主演は吉岡里帆と笑福亭鶴瓶。
父1人娘1人の父子家庭で、ろう者である父の耳代わり口代わりを務めてきた娘が、ふとしたきっかけで出会った男性と恋に落ち、結婚するまでの親離れ子離れの物語を明るく温かく描くホームコメディ。
2023年7月25日より9月12日まで、地上波のNHK総合『ドラマ10』枠にて再編集版が放送された。

## 製作
制作統括の松原浩、プロデューサーの戸倉亮爾は「ろう者やその家族は、ごく当たり前に生きている。彼らは、憐れむべき弱者ではない。その自然で力強い姿を、聞こえる娘の結婚というひとり立ちを通じて描き出したい。 これは親子の愛情物語だ」と語っている。
野々村静を演じる吉岡里帆と父・純介を演じる笑福亭鶴瓶に対しては、江副悟史、はせ亜美、三浦寿、南瑠霞による本格的な手話指導チームが結成され、撮影中の日々の現場では、脚本のせりふを手話という言葉に作り上げていく翻訳、 そして指導・本番というサイクルが繰り返された。
笑福亭鶴瓶は、自身の台詞がなく会話は全て手話であることについて「手話を形通りに覚えるだけではなく、日々の会話として身体に馴染ませることから、さらには『手話の間』なるものもある」「撮影が始まると、耳の聞こえない人物を演じてはいるが思わず会話に返事をしてしまうことも多々ある」と苦労を語っている。

## あらすじ
野々村静は、地元商店街で写真館を営むろう者の父・純介 と二人暮らしをしている。静はコーダ（CODA）で、純介の通訳、家事、送迎など甲斐甲斐しく働いており、地域から愛されながら暮らしている。
そんな時、地元商店街を対象とする、大規模な再開発「スマートシティとちのき」計画が持ち上がっており、計画を知った地域住民たちは、街ぐるみで行政、都市開発事業者と対立を深めていく。
純介も開発計画には反対しているが、計画を推進する会社の社員である道永圭一と静が親密になっていることを知り、純介との親子関係がギクシャクしてしまう。何事も物事の本質を素直に問いかける道永との交流の中で、静はこれまでの人生の中で抱えてきた周りの人と上手くいかないことへの悩みや父純介との関係を深く考えるようになる。

## キャスト

### 主要人物
野々村静（ののむら しずか）〈28〉
演 - 吉岡里帆（乳幼児期：藤好燦、小学生時代：池谷美音）
父・純介と暮らしており、ろう者である純介の耳代わり口代わりを務めているコーダ（CODA）の娘。
父と話す時には視覚情報が重要であるため、静には相手を見つめたり、身ぶり手ぶりで話す癖がある。
この癖のため、周囲の人に嫌われたり好意があると誤解されるなど傷つくことの多い日々を送っている。
野々村純介（ののむら じゅんすけ）
演 - 笑福亭鶴瓶（少年期：東海林忠輝）
静の父。地方の商店街で「野々村写真館」を営む。生まれつき聴覚障害がある。
鈴間さくらから依頼された卒業アルバムの作成に一生懸命に取り組む。
学校や家庭で手話を禁止されており、高校卒業後に遥に手話を教えてもらうまで口話で話していた。
道永圭一（みちなが けいいち）
演 - 中島裕翔（幼少期 : 白石葵一）
静のバイト先のファミレスの客。ケバブの出店でお金を持たずに注文してしまい、静に助けてもらう。
日本創生地所・都市デザイン課で勤務。静と同じく、空気を読むことや普通のコミュニケーションが苦手。
八木康隆（やぎ やすたか）〈30〉
演 - 稲葉友
静の幼なじみ。元ヤン。家業の「八木リサイクル」の経営者。静の良き相談相手。
静からは「康にぃ」と呼ばれている。バイト先のファミレスを解雇された静を雇い入れる。
長谷川真琴（はせがわ まこと）
演 - 藤井美菜
圭一の隣席の同僚。圭一が他の社員から困難な仕事を押しつけられるのを心配している。
梅子の姉の孫。静は高校の1年後輩だが、過去の恋愛関係で行き違いがあり、圭一とのこともよく思っていない。
だが、静とひょんなことから「サシ飲み」で本音を言い合い、静とのわだかまりを解消することになる。
鹿島梅子（かしま うめこ）
演 - 萩尾みどり
カフェ「ぷらむ」のママ。「スマートシティ」絶対反対を掲げている。
だが、単身で町に転居してきた道永が料理ができないと聞いて毎日食べに来ても良いと言う。
篠崎幸江（しのざき さちえ）
演 - 戸田恵子
純介の妹。純介には手厳しいが、姪の静に対しては優しく気遣ってくれる。
鈴間さくら（すずま さくら）
演 - 木村多江
戸倉小学校の教師。卒業アルバムの作成依頼に野々村写真館を訪れる。

### 静の関係者
野々村遥（ののむら はるか）
演 - 島田美希（第7回以外は写真）
静の母（故人）。ろう者だった。静を出産してすぐに他界している。

### 商店主・商工会関係者
八木晴政
演 - 松角洋平
康隆の父。
青果店主
演 - 上杉陽一
理髪店主
演 - 大堀こういち
酒販店店主
演 - 花ヶ前浩一
商店主・商工会のメンバー
町内会長
演 - 小川隆市
肉屋店主
演 - 竹本純平
豆腐屋店主
演 - 山崎健二

### 日本創生地所
圭一の勤務する会社。「スマートシティとちのき」の開発を計画している。
有田修平
演 - 鳥谷宏之
都市デザイン課。圭一の上司。
圭一の同僚
演 - 鎌田将司、高山陽平、高橋平
開発課長
演 - 坪内守
圭一たちと市役所主催の住民説明会に参加する。

### その他
小林通孝
演 - 小沼朝生
とちのき市土地企画課課長。スマートシティの住民説明会を開催。
その他
演 - 仲田育史、坂東駿、池浪玄八、松井功、織田浩之介、田中雅樹、

### ゲスト

#### 第1話
ケバブ店の店員
演 - Ali Azari、Kemal Takmaz（第2話、第6話、最終話）
ケバブ移動販売のトルコ人店員。圭一とトラブルになり、静が助けに入る。
ファミレスの店長
演 - 中村敦（第2話、第6話）
静の勤務状況や他のスタッフから嫌われていると言う理由で解雇する。
静が自分に気があると勝手に思い込んでいた。
ファミレスのスタッフ
演 - 佐分利眞由奈（第2話、第5話）、愛理（第2話）
静の言動がうざいからと嫌っている。
ファミレスの客
演 - 椿直、伊藤亜斗武
男子児童
演 - 柳下晃河、稲垣裕太、市川陽夏（第2話）
小学生の静をいじめていた。
鹿島梅子の夫
演 - 小玉須賀明（写真、第6話、最終話）
故人。

#### 第2話
演奏会の出演者
演 - 弘田徹、ビルマン聡平、中恵奈、藤井将矢、有馬理絵、佐久間大作
静と圭一が鑑賞に行った演奏会の出演者。
知恵
演 - 吉田幸矢（第4話、第5話）
近隣の住民。回覧板を持ってくる時にレンコンのきんぴらを渡してくれた。

#### 第3話
道永千鶴子
演 - 宮田早苗（第4話、第6話、第7話、最終話）
圭一の母。
バス案内所の職員
演 - 岡田謙
とちのき交通バス案内所で純介の案内をしようとするが、バスの接続が上手くいかない。
その他
演 - 村井崇記

#### 第4話
市役所の職員
演 - 辻京太
とちのき市役所「スマートシティとちのき」準備室の職員。
けんちん祭り実行委員会のメンバー
演 - 青木和代、加藤美智子、藤井京子
子供たち
演 - 戸井田竜空、竹井梨乃
けんちん祭りに来てくれた子供たち。

#### 第5話
鈴間
演 - 松岡広大
鈴間さくらの息子。高校1年生。離婚時に夫に引き取られた。
神田のラーメン杭州楼でバイトしており、純介が名札で気付いた。
純介の母
演 - 島田桃依（第7話、最終話）
少年期の純介に必死に口話を覚えさせようとしていた。
亜美
演 - 荒井愛花（第6話）
真琴の友人。
真琴の友人たち
演 - 山崎丹奈、三浦萌（第6話）
道を尋ねられる人達
演 - 藤田晶帆、佐藤竣輔
東京で純介に道を尋ねられる。
純介の小学校の同級生
演 - 鈴木かつき、小松夢生、風見勇吾
松方聾学校の同窓会出席者
演 - 井崎哲也、池田明男、高島良宏、加藤晴美、五十嵐由美子、池田和子、池田知比路、池田希愛、板橋光雄、板橋美碧、江副満、江副美音子、江副日花里、江副凌大、江副俊明、加藤達夫、菊池千代美、佐沢タイ子、沼澤正人、野崎猛、野崎誠、長谷川さおり、長谷川茜、平塚かず美、村山勲、持田昭俊、山下正吾、山下卓、山本直弘、山本美千代
神田の旅館で一泊二日で開催された純介の母校の同窓会出席者。
純介は、同窓会が楽しすぎて、手話で話せない場所がつらくなると友人に語る。

#### 第6話
看護師
演 - はやしだみき（第7話）
純介担当の看護師。
手話の講師
演 - 南瑠霞
圭一が手話の勉強のために観ていた「タマコの手話チャンネル」に講師として出演。
動画サイト出演者
演 - はせ亜美、江副悟史、小室有紀、興津正太郎
静が観ていた「はせ福ちゃんねる」の「【動画】コーダあるある」の出演者。
「ガン見してしまう」「指をさしてしまう」「身振り手振りで通じちゃう」に登場。

#### 第7話
小学校の教師
演 - 河合寛之
戸倉小学校の教師。鈴間さくらの同僚。
小学校の児童
演 - 前村隆之介、木下希羽、島崎凛
戸倉小学校の児童。

#### 最終話
圭一の父
演 - 小松和重

## スタッフ
- 作 - 蛭田直美
- 音楽 - 村松崇継
- エンディングテーマ - 上田正樹「You are so beautiful」[注 1]
- 手話指導 - 江副悟史、はせ亜美、三浦寿、南瑠霞
- コーダ考証 - 中津真美、田中誠、安東明珠花
- ろう考証 - 廣川麻子
- 医事考証 - 山岨達也
- 都市計画考証 - 三浦詩乃
- スマートシティ考証 - 牧村和彦
- 制作統括 - 海辺潔（NHK）、松原浩（AX-ON）
- プロデューサー - 戸倉亮爾（AX-ON）
- 演出 -  松原浩、茂山佳則、岩本仁志、島崎謙太郎
- 制作 - NHKエンタープライズ
- 制作著作 - NHK、AX-ON

## 放送日程
| 話数   | 放送日        | 放送日        | サブタイトル       | 演出       |
| 話数   | BSP・BS4K     | NHK総合       | サブタイトル       | 演出       |
| ------ | ------------- | ------------- | ------------------ | ---------- |
| 第1話  | 2022年3月13日 | 2023年7月25日 | ケバブサンドの秘密 | 松原浩     |
| 第2話  | 3月20日       | 8月01日       | 聞こえない音楽会   | 松原浩     |
| 第3話  | 3月27日       | 8月08日       | 空飛ぶ自転車       | 茂山佳則   |
| 第4話  | 4月03日       | 8月15日       | 涙のけんちん汁     | 岩本仁志   |
| 第5話  | 4月10日       | 8月22日       | パパのいない夜     | 岩本仁志   |
| 第6話  | 4月17日       | 8月29日       | この優しい世界     | 茂山佳則   |
| 第7話  | 4月24日       | 9月05日       | パパの深い海の底   | 島崎謙太郎 |
| 最終話 | 5月01日       | 9月12日       | 紙吹雪の中で       | 岩本仁志   |

2023年8月15日放送の第4話（ドラマ10）はBS4Kは当初の予定通りだったが、総合は台風7号に付随する鳥取県への大雨特別警報に伴う特別体制のため、ニュースウオッチ9の枠を22:45まで拡大した関係で22:45-23:30に繰り下げて放送された。

## 受賞
- 第38回 ATP賞テレビグランプリ（優秀賞　ドラマ部門）[23]
- 第48回放送文化基金賞（番組部門 テレビドラマ番組）[24]
- 第60回ギャラクシー賞（奨励賞　テレビ部門）[25]

## その他
- 作品中の居間には吉岡の幼少期、学生時代の制服や体操服姿などの実際の写真が飾られており、エンディング映像では、それらの写真が多数使用されている[26]。
- 再編集版では49分から45分に短縮されているため、エンディング映像とエンディングテーマはカットされている。